# Aedes toxopeusi
Aedes toxopeusi är en tvåvingeart som beskrevs av Bonne-wepster 1948. Aedes toxopeusi ingår i släktet Aedes och familjen stickmyggor. Inga underarter finns listade i Catalogue of Life.